# Akadier

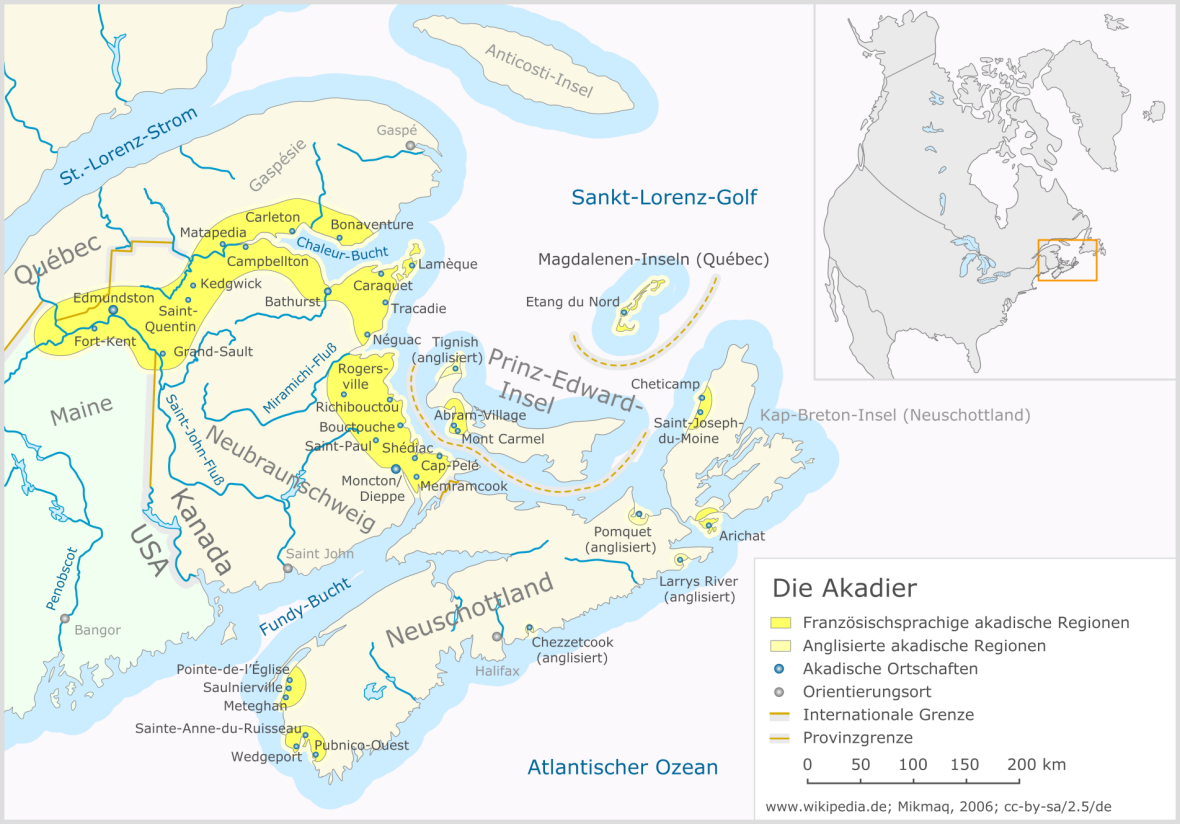
Akadische Regionen

Die Akadier (französisch: Acadiens) sind Nachkommen von französischen Siedlern aus dem Poitou, der Bretagne und der Normandie, die sich im 17. Jahrhundert vor allem in den Küstengebieten der damaligen französischen Kolonie Akadien niedergelassen hatten. Dieses Territorium war eine im Nordosten Nordamerikas gelegene Region und umfasste etwa das Gebiet der heutigen kanadischen Provinzen Nova Scotia, New Brunswick und Prince Edward Island sowie den Norden des US-Bundesstaates Maine.

## Charakterisierung

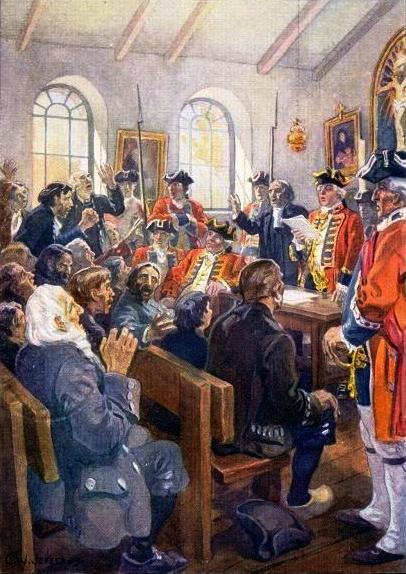
Le Grand Dérangement – Die Deportation der Akadier

Sowohl Akadier als auch Quebecker werden zu den Frankokanadiern gezählt. Dennoch haben sie im Laufe der Zeit ihre eigenen und ganz spezifischen Kulturen ausgeformt. Verantwortlich dafür waren ihre räumliche Trennung, andere geografische Bedingungen in ihren jeweiligen Siedlungsgebieten, vor allem aber eine ganz andere geschichtliche Entwicklung dieser beiden Volksgruppen. Während die Quebecker nach der Eroberung Kanadas durch die Briten lediglich eine relativ milde englische Kolonialherrschaft hinnehmen mussten, wurden die Akadier 1755 durch eine für die damalige Zeit außergewöhnlich harte Deportationsmaßnahme britischer Militärbehörden aus ihrem historischen Heimatgebiet entwurzelt. Nur einer Minderzahl der Akadier gelang es danach im Laufe von Jahrzehnten wieder in das historische Akadien zurückzukehren. Ihre Siedlungsgebiete findet man dort heute in einigen abgelegenen Gebieten von Nova Scotia und Prince Edward Island, im Norden und Osten von New Brunswick, an der Südküste der zur Provinz Québec gehörenden Gaspésie-Halbinsel sowie auf den ebenfalls zu Québec gehörenden Magdalenen-Inseln und im äußersten Norden des US-Bundesstaates Maine.
Der größere Teil der Akadier wurde nach 1755 jedoch in eine weltweite Diaspora zerstreut: Viele fanden eine neue Heimat im quebeckischen Kernland am Sankt-Lorenz-Strom oder es verschlug sie in das Herkunftsland ihrer Vorfahren, nach Frankreich. Andere gelangten in den Folgejahrzehnten in die damals spanische Kolonie Louisiana, wo sie heute als Cajuns – eine Verballhornung von (A)cadiens – bekannt sind.

## Gegenwart
Nach den dramatischen Ereignissen des 18. Jahrhunderts verschwanden die Akadier zunächst für ein Jahrhundert scheinbar im Dunkel der Geschichte. Infolge der Deportationsmaßnahmen waren ihnen Lebensumstände aufgezwungen worden, die ihnen keine Möglichkeiten boten, sich selbst in der öffentlichen Wahrnehmung bemerkbar zu machen. Und weder von der französischen noch von der kanadischen Literatur wurde in dieser Zeit ihr Schicksal aufgegriffen. Erst im Laufe des 19. Jahrhunderts kam es zu einer akadischen Renaissance, mit der die Akadier und ihre tragische Geschichte wieder stärker in das Bewusstsein der Öffentlichkeit rückten. Ein wesentlicher Impuls zu dieser Entwicklung ging von der Veröffentlichung des Versepos Evangeline (1847) durch den US-Amerikaner Henry Wadsworth Longfellow aus. In diesem Werk wurde das akadische Vertreibungstrauma thematisiert und mit der fiktiven Heldin Evangeline wurde eine tragische Identifikationsfigur geschaffen. Die Vertreibung von 1755 dient noch immer als negativer Gründungsmythos des akadischen Volkes.

### Siedlungsgebiete

Die Akadische Halbinsel

Die atlantisch-kanadischen Akadier sind heute überwiegend in den nördlichen und östlichen Küstenregionen von New Brunswick beheimatet, insbesondere auf der Akadischen Halbinsel und auf den ihr vorgelagerten Inseln Miscou und Lameque. Weitere bedeutende akadische Siedlungsgebiete sind das obere Tal des Saint-Jean-Flusses (frz. Fleuve Saint-Jean), die Südküste der Gaspésie-Halbinsel, die Magdalenen-Inseln und die Nordküste des Sankt-Lorenz-Golfs (frz. Basse-Côte-Nord). Zahlreiche andere Akadier leben verstreut in allen Teilen der Provinz Québec, der größte Teil davon (weit über eine Million) inmitten des quebeckischen Hauptsiedlungsgebietes im Flusstal des Sankt-Lorenz-Stroms. Relativ geschlossene, aber kleine akadische Regionen gibt es noch in den südwestlichen Küstengebieten von Prince Edward Island (um die Orte Abram-Village und Mont-Carmel) und auf Nova Scotia (im Küstenabschnitt der so genannten French shore zwischen Digby und Yarmouth) sowie im Südosten und im Nordwesten (um Chéticamp) auf der Kap-Breton-Insel.
Mit dem Einsetzen der Industrialisierung emigrierten dann viele Akadier aus ihren Heimatgebieten in die englischsprachigen Regionen der kanadischen Atlantikprovinzen, insbesondere in den Süden und Westen von New Brunswick. Ebenso wie viele Quebecker wanderten zahlreiche Akadier auf der Suche nach Arbeitsmöglichkeiten schließlich auch in die US-amerikanischen Bundesstaaten Neuenglands aus. Bedingt durch das anderssprachige Umfeld, ihre zerstreute Siedlungsweise und durch das Fehlen öffentlicher französischsprachiger Bildungseinrichtungen wurden diese Migranten mittlerweile in großem Ausmaß von ihrem neuen Umfeld assimiliert. In den englischsprachigen Gebieten ist das Französische inzwischen in vielen Familien als Umgangssprache vom Englischen abgelöst worden, vor allem in den jüngeren Generationen.

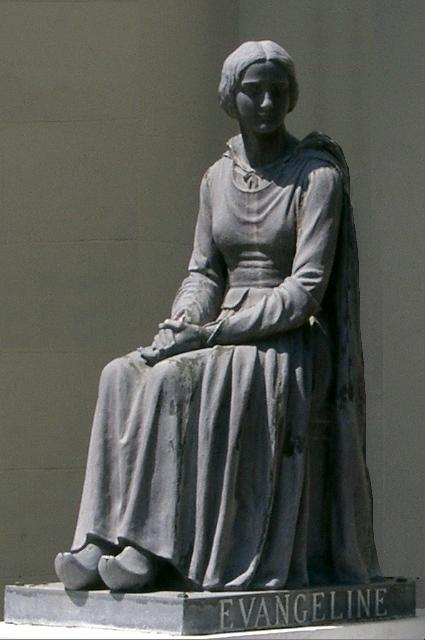
Statue der Evangeline, Heldin der akadischen Deportation nach St. Martinville, Louisiana

Die Nachfahren der Akadier, die sich nach 1764 – hauptsächlich aber im Jahr 1785 – in den südwestlichen Gebieten des heutigen US-Bundesstaates Louisiana angesiedelt hatten, wurden dort durch einen jahrzehntelangen kulturellen Transformationsprozess zu einer neuen Volksgruppe geformt, den Cajuns. Auf ihr Siedlungsgebiet haben sie einen prägenden und nachhaltigen Kultureinfluss ausgeübt. Diese Region Louisianas wird heute als Acadiana (bzw. auch Cajun Country) bezeichnet, die Cajuns stellen hier die Bevölkerungsmehrheit. Das im Jahr 1921 erfolgte Verbot der französischen Sprache und weitere Assimilierungszwänge haben jedoch zu einer weitgehenden Anglisierung der Cajuns beigetragen. Diese Entwicklung wurde auch durch die in den 1960er Jahren erfolgte offizielle Anerkennung nicht mehr umgekehrt, das Französische wird heute nur noch von einer Minderheit der Cajuns als Umgangssprache gebraucht.
Auch in Europa finden sich heute noch Spuren der akadischen Diaspora. Für die Akadier, die von den Briten nach Frankreich repatriiert worden waren, wurden von der französischen Regierung mehrere Ansiedlungsprojekte geplant und teilweise auch durchgeführt. Die meisten dieser Projekte scheiterten jedoch. Denn die akadischen Vertriebenen konnten sich wenig mit den feudalen Verhältnissen des vorrevolutionären Frankreich abfinden, so dass viele von ihnen wieder in überseeische Gebiete auswanderten. Eines der wenigen erfolgreichen Neuansiedlungsprojekte fand auf der bretonischen Insel Belle-Île-en-Mer statt. Viele Familien der Insel haben ihre Wurzeln in diesen Ansiedlern und deren akadische Herkunft ist bis heute unvergessen.

### Demografie
In allen drei kanadischen Provinzen, die auf dem Gebiet des historischen Akadiens entstanden sind, bilden die Akadier heute eine Minderheit. Den größten Anteil haben sie in New Brunswick, dort stellen sie 37 Prozent der Gesamtbevölkerung. Französisch als Umgangssprache wird dabei noch von 35 Prozent verwendet und New Brunswick ist auch die einzige offiziell zweisprachige Provinz Kanadas. In den beiden anderen Provinzen wurden die Akadier weitgehend anglisiert. Obwohl in Nova Scotia 10 Prozent der Bevölkerung akadische Vorfahren haben, wird das Französische nur noch von 5 Prozent gesprochen. Ein ähnliches Bild ergibt sich auf Prince Edward Island, dort sind zwar 14 Prozent der Bevölkerung akadischer Herkunft, aber lediglich gut 6 Prozent verwendet noch Französisch im Alltag. Konfessionell gehört der größte Teil der akadischen Bevölkerung der römisch-katholischen Kirche an.

### Sprache
Die Akadier sprechen einen französischen Dialekt, der als akadisches Französisch bezeichnet wird. In der im Südosten von New Brunswick um die Stadt Moncton gelegenen Region wird vielfach auch Chiac gesprochen, eine sehr stark von der englischen Sprache beeinflusste Variante des akadischen Französisch. In vielen kleineren und isolierten akadischen Siedlungsgebieten Atlantikkanadas ist jedoch das Französische infolge einer stetig fortschreitenden Assimilation weitgehend durch das Englische verdrängt worden. Die Akadier hingegen, die sich nach ihrer Flucht bzw. Vertreibung im quebeckischen Kernland am Sankt-Lorenz-Strom angesiedelt hatten, sprechen heute Quebecer Französisch.

### Kultur
Die Akadier sind heute vor allem in der kanadischen Provinz New Brunswick und im US-Bundesstaat Louisiana (dort als Cajuns) eine rührige und agile Minderheit. Mit dem seit 1994 im Abstand von 5 Jahren abgehaltenen Akadischen Weltkongress wurde ein institutioneller Rahmen für die kulturelle Wiedervereinigung der über die ganze Welt verstreuten akadischen Gemeinschaften geschaffen.
Das Amtssprachengesetz (1969) und seine Ergänzung (1987) führten zu einem Aufschwung im akadischen Kulturleben. Dazu zählte die Gründung des ersten regionalen Verlages, Éditions d’Acadie, der zwischen 1972 und 2000 über 200 akadische Autoren verlegte. Die rechtliche Stärkung der kanadischen Minderheitensprachen (1987) spiegelt sich auch in der Nutzung des akadischen Französisch in Literatur und Popmusik wider. Zu den Autoren, die inzwischen auch auf Chiac schreiben, zählen u. a. Herménégilde Chiasson und France Daigle; zu den Musikern der Folkrocker Fayo, die Hip-Hop-Band Radio Radio und die Sängerin Lisa LeBlanc.
Die bekannteste Vertreterin akadischer Kultur ist die aus New Brunswick stammende Schriftstellerin Antonine Maillet, die 1979 den Literaturpreis Prix Goncourt erhalten hat.

### Embleme

Flagge der Akadier

Die Flagge der atlantisch-kanadischen Akadier ist eine an das Grundmuster der französischen Trikolore angelehnte Flagge, mit den Basisfarben blau-weiß-rot und zusätzlich einem goldenen Stern im oberen Teil des blauen Feldes. Das blaue Feld steht dabei auch für die Jungfrau Maria, die Schutzpatronin der Akadier. Auch der Stern repräsentiert als figure de Maria die Stella Maris (den Stern des Meeres) und damit die Heilige Maria. Die goldene Farbe des Sterns knüpft auch an die Flagge der Vatikanstadt an, um die Verbundenheit der Akadier mit der römisch-katholischen Kirche zu unterstreichen.
Die Flagge war 1884 auf dem zweiten Akadischen Nationalkonvent in Miscouche (Prince Edward Island) zur offiziellen Fahne der Akadier bestimmt worden und geht auf einen Vorschlag des aus New Brunswick stammenden Priesters Marcel-Francois Richard zurück.

Flagge von Acadiana

Die Nachfahren der Akadier, die heute in Louisiana beheimatet sind – die Cajuns – haben für ihre Flagge andere Symbole gewählt. Als Grundelemente wurden ebenfalls die blau-weiß-roten Farben verwendet, jedoch mit einer gegenüber der Trikolore veränderten geometrischen Anordnung, deren Formgebung sich entfernt an der US-amerikanischen Nationalflagge orientiert. Das blaue Feld befindet sich nun rechts oben und enthält drei silberne bourbonische Lilien (die Fleur-de-Lys). Diese stehen für das französische Erbe und die Herkunft der Akadier. In dem rechts unten angeordneten roten Feld ist eine Burg eingefügt, die als heraldische Darstellung Kastiliens die ehemalige Kolonialmacht Spanien repräsentiert. Der in dem linken weißen Feld eingefügte goldene Stern hat die gleiche Bedeutung, wie in der Fahne der atlantisch-kanadischen Akadier. Die Flagge wurde 1965 entworfen und 1974 vom US-Bundesstaat Louisiana als offizielles Symbol der Region Acadiana anerkannt.

## Geschichte
1604 besuchten die Franzosen Samuel de Champlain und Pierre Dugua de Mons Akadien und gründeten eine Kolonie auf Dochet Island (frz. Île Sainte-Croix). Die Region war lange Zeit Streitgegenstand in den Kriegen zwischen Frankreich und England und nach dem Frieden von Utrecht (1713) ging Akadien in den Besitz der Engländer über. Der drohende Krieg mit Frankreich, die ungeklärte Neutralität der Akadier und die Möglichkeit einer akadischen Revolte führten 1755 zur gewaltsamen Deportation eines Großteils der akadischen Bevölkerung. Dieses Ereignis, welches unter den Akadiern als „der große Umbruch“ bekannt ist, diente später als Thema für Henry Wadsworth Longfellows Gedicht Evangeline.
Die Akadier wurden auf die englischen Kolonien verteilt und ihr Land beschlagnahmt. Eine bedeutende Gruppe ließ sich in den Bayous im Süden Louisianas nieder, wo sie später als Cajuns bekannt wurden. Nachdem Kanada 1763 durch den Frieden von Paris in den unbestrittenen Besitz der Briten überging, hörte Akadien als politische Einheit auf zu existieren und viele Akadier kehrten nach Nova Scotia und New Brunswick zurück. Ihre Nachkommen bildeten weiterhin einen charakteristischen Teil der Bevölkerung, und im späten 20. und frühen 21. Jahrhundert erwachte das Interesse an der Geschichte und Kultur des Landes. Im Jahr 2003 verabschiedete Königin Elisabeth II. eine Königliche Proklamation, in der sie sich für die Zwangsdeportation der Akadier entschuldigte.

### Chronologie
- 1605 begann die französische Besiedlung des damaligen Akadiens mit der Gründung Port Royal (heute Annapolis Royal).
- 1622 – Eroberung durch die Briten; Umbenennung in Nova Scotia
- 1632 – Vertrag von St. Germain-en-Laye: Akadien wird wieder französisch
- 1635–1654 – Siedlungsgründungen
- 1654 – Akadien wieder britisch
- 1667 – Frieden von Breda: Akadien wird wieder französisch
- 1690 – Akadien britisch
- 1697 – Frieden von Rijswijk: Akadien wieder französisch
- 1710 – Eroberung durch die Briten
- 1713 – Akadien wird im Frieden von Utrecht Großbritannien zugeschlagen
- 1720 – Akadier und Franzosen gründen die erste dauerhafte Siedlung auf Prince Edward Island; die Insel entwickelt sich zu einer Zuflucht für Akadier und wächst auf 5.000 europäische Siedler an
- 1755–1762 – alle Akadier, die keinen Eid auf die britische Krone leisten wollen, werden vertrieben (Grund war der drohende Siebenjährige Krieg)
  - 11.000 bis 12.000 Akadier werden deportiert; ca. 2.000 Akadier überleben in den Wäldern
  - Die heutigen Cajuns Louisianas stammen von vertriebenen Akadiern ab
- 1763 – Frankreich verliert den Siebenjährigen Krieg und muss alle nordamerikanischen Besitzungen aufgeben; auch Prince Edward Island wird britisch
- In den 1760ern kamen viele Akadier zurück und siedelten zwischen Digby und Yarmouth
- 1803 – die Zahl der Akadier steigt rasant: Eine Volkszählung zählt 8.432 frankophone in allen Atlantikprovinzen
- 1871 – Volkszählung: 80.000 Akadier
- 1931 – Volkszählung: ca. 137.000 Akadier in New Brunswick (34 %), ca. 56.000 in Nova Scotia (11 %), ca. 13.000 auf Prince Edward Island (15 %)
- 1961 – Volkszählung: ca. 232.000 Akadier in New Brunswick (39 %), 87.000 in Nova Scotia (12 %), ca. 17.000 auf Prince Edward Island (17 %)
- 1963 – in Moncton (New Brunswick) wird die erste frankophone Universität der Atlantikprovinzen eröffnet
- 1969 – New Brunswick wird offiziell zweisprachig
- 1971 – Volkszählung: ca. 235.000 Akadier in New Brunswick (37 %), ca. 80.000 in Nova Scotia (11 %), ca. 15.000 auf Prince Edward Island (14 %)
- 1994 – Der Congrès Mondial Acadien in New Brunswick fand zum ersten Mal statt.
- 2003 – Der 13. Dezember wurde als Erinnerungstag an die Deportationen festgelegt.